# إعلان الحق 1689
إعلان الحق، أو إعلان الحقوق، هو وثيقة أصدرها البرلمان الإنجليزي، بعد الثورة المجيدة عام 1688. ويحدد الأخطاء التي ارتكبها الملك المعزول جيمس الثاني، وحقوق المواطنين الإنجليز، والتزامات ملكهم.
في 13 فبراير عام 1689، جرت قراءة الإعلان على مسامع ماري ابنة جيمس الثاني وزوجها ويليام من أورنج، عندما عُرض عليهما العرش معًا، على الرغم من عدم اشتراط قبولهما.
كان الإعلان بحد ذاته بمثابة حل وسط تكتيكي بين المحافظين والأحرار. تضمن الإعلان المظالم، لكن دون حل لها.

## الخلفية
سعى ملك أسرة ستيوارت الأول، جيمس السادس والأول، إلى دمج الممالك الثلاث المنفصلة، إسكتلندا، وأيرلندا، وإنجلترا ضمن دولة بريطانية مركزية، تحت حكم ملك جاءت سلطته من الإله، وكان واجب البرلمان ورعاياه أن يطيعوا. أدت محاولاتهم لفرض ذلك إلى حروب الممالك الثلاث من عام 1638 حتى عام 1651، وإعدام تشارلز الأول في عام 1649؛ وقد استمر الصراع السياسي بعد الاسترداد عام 1660.
كان مجتمع القرن السابع عشر يقدر التوافق والاستقرار وإمكانية التوقع. أصبح جيمس ملكًا في عام 1685 بدعم واسع من كل من المحافظين والأحرار، إذ كان مبدأ الخلافة الوراثية أكثر أهمية من كاثوليكيته الشخصية. وهددت إصلاحاته الدينية بإعادة فتح الصراعات المريرة التي كانت في الماضي، واعتبرها المحافظون على وجه الخصوص بمثابة حنث بقسم التتويج، والذي أقسم فيه على التمسك بأولوية كنيسة إنجلترا. وشكل ذلك تهديدًا مباشرًا لمجتمع قائم على مثل هذا القسم، مثلما أنه أعاد ذكريات أسلافه، الذين لم يفوا بالتزاماتهم التي يتعهدون بها. 
في القرن السابع عشر، كانت الروابط الوثيقة بين الدين والسياسة تعني أن «الحكم الجيد» يتطلب «الدين الحقيقي»، بينما كان المجتمع يقدّر التوحيد والاستقرار. كان يُنظر إلى «التسامح» بشكل عام على أنه أمر سلبي، لأنه يقوض تلك القيم. وللسبب ذاته، شدد لويس الرابع عشر ملك فرنسا تدريجيًا ضوابطه على البروتستانت، الذين كانوا يشكلون 10٪ من السكان الفرنسيين في عام 1600؛ وأرسل مرسوم فونتينبلو الصادر في أكتوبر عام 1685 ما يقدر بـ 200.000 إلى 400.000 إلى المنفى، استقر 40.000 منهم في لندن. وهددت سياساته التوسعية القوى البروتستانتية مثل إنجلترا، والجمهورية الهولندية، والدنمارك، والنرويج. عندما أعقب المرسوم قتل 2000 من البروتستانت الفوديين في عام 1686، أدى ذلك إلى مخاوف من تهديد أوروبا البروتستانتية من قبل الإصلاح الكاثوليكي المضاد.
يقبل المؤرخون عمومًا أن جيمس كان يرغب في الترويج للكاثوليكية، وليس إقامة دولة مطلقة، لكن رد فعله غير المرن على المعارضة كان له نفس النتيجة. عندما رفض البرلمان إلغاء مراسيم الاختبار عامي 1678 و1681، جرى حله؛ وأدت محاولات الحكم بالمرسوم، وتشكيل «حزب الملك» للكاثوليك والمنشقين الإنجليز، إلى زعزعة ثقة مؤيديه. وكانت النتيجة الثورة المجيدة عام 1688.

## السياق السياسي
جادل مذهب ستيوارت عن الحق الإلهي للملوك بأنهم غير خاضعين «للتدخل» سواء من قبل البرلمان أو المحاكم أو الكنيسة. وفي حين أن الملك قد يكون فوق القانون، فإن حاشيته ليسوا كذلك، ويمكن مقاضاتهم. بالإضافة إلى ذلك، فإن العقيدة الأنجليكانية للطاعة السلبية لا تعني الخضوع للقوانين «غير العادلة»، بل تعني قبول العقوبة لخرقها، كما الحال مع الأساقفة السبعة. انهارت حكومة جيمس عندما سحبت طبقة النبلاء الحيوية لحكم البلاد دعمها، ما يعني أن الملك لا يمكن أن يحكم إلا بموافقة رعاياه.
غالبًا ما تكون الاختلافات بين المحافظين والأحرار مبالغًا فيها؛ كان لعناصر المحافظين داخل الجيش الملكي، مثل تشارلز تريلاوني، شقيق أحد الأساقفة السبعة، دور فعال في المساعدة على نجاح الغزو. أقرت حكومة المحافظين مرسوم التولية لعام 1701 الذي استثنى المستبعدين من أسرة ستيوارت الكاثوليك عن العرش. وفي عام 1689، اتفق كلاهما بشكل عام على أن الملك ملزم باحترام القانون. كانت المعركة الحقيقية بين عامي 1688 و1689 هي إزاحة جيمس عن العرش، وربما كانت النتيجة الأكثر جذرية للثورة.
كان إعلان الحق في الأساس وثيقة محافظة، تضمنت جزأين رئيسيين: قائمة بالأخطاء أو المظالم التي ارتكبها جيمس، و13 بندًا تضع حدودًا للنفوذ والسلطة الملكية.